# Zjazd dzikowski

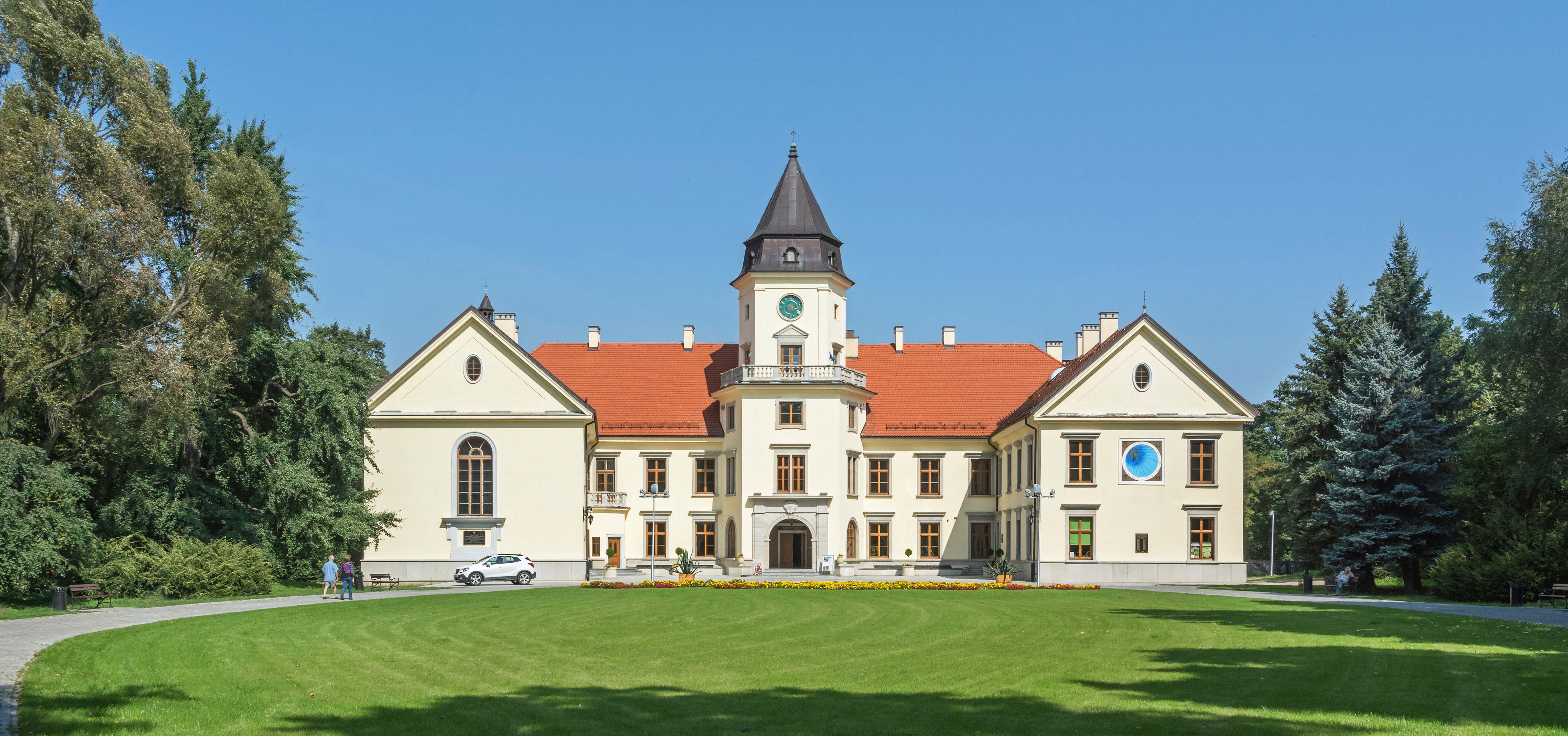
Pałac Tarnowskich w Dzikowie (obecnie Tarnobrzeg), w którym odbył się zjazd dzikowski

Zjazd dzikowski – spotkanie polskich konserwatystów na czele z hrabią Zdzisławem Tarnowskim z przedstawicielami sanacji na czele z Walerym Sławkiem, które odbyło się w dniach 14–16 września 1927 roku w Dzikowie (obecnie osiedle Tarnobrzega) w pałacu Tarnowskich.

## Historia
Po zamachu majowym obóz sanacji na czele z Józefem Piłsudskim podjął próbę politycznego zbliżenia z polskimi konserwatystami. W 1926 roku w Nieświeżu w rezydencji Radziwiłłów Piłsudski przeprowadził rozmowę z konserwatystami, której rezultatem było tzw. porozumienie nieświeskie. 20 lipca 1927 roku prezes Stronnictwa Prawicy Narodowej Zdzisław Tarnowski spotkał się z Józefem Piłsudskim. W czasie tego spotkania obaj politycy wyrazili chęć bliższej współpracy i wspólnego tworzenia programu sanacji. We wrześniu 1927 roku w Dzikowie doszło do spotkania polskich konserwatystów na czele ze Zdzisławem Tarnowskim z przedstawicielami sanacji – Walerym Sławkiem i Remigiuszem Grocholskim. Spośród konserwatystów uczestniczyli przedstawiciele Stronnictwa Prawicy Narodowej, Stronnictwa Chrześcijańsko-Narodowego oraz Organizacji Zachowawczej Pracy Państwowej. Zjazd miał charakter prywatnego spotkania. 14 września Zdzisław Tarnowski jako gospodarz zjazdu wygłosił powitalne przemówienie do swoich gości, w którym zawarł cele zjazdu i postulował jednolity stosunek ruchu konserwatywnego wobec obozu rządzącego. 15 września do uczestników zjazdu przemówienie wygłosił Walery Sławek. Sugerował on w nim, że w rządzie potrzebne jest ugrupowanie o umiarkowanych poglądach, a konserwatyści poglądami wpisują się w myśl obozu sanacji; postulował jednak, aby konserwatyści nie tworzyli własnej partii. Na zjeździe Sławek przedstawił również główne programowe założenia Bezprtyjnego Bloku Współpracy z Rządem.

## Reakcje mediów
Czas i Dzień Polski oceniły pozytywnie skutki zjazdu dzikowskiego. Jan Bobrzyński w artykule opublikowanym w Dniu Polskim wyraził opinię, że zjazd skonsolidował konserwatystów i był zapowiedzią zmian w polityce wewnętrznej państwa charakteryzującej się sejmokracją i partyjniactwem. Gazety powiązane z Narodową Demokracją oceniały zjazd negatywnie. W Głosie Narodu pisano, że faktycznym celem zjazdu było rozbicie jedynego narodowego stronnictwa, zaprowadzenie rządów masonów, żydów i komunistów oraz zwabienie i oszukanie ziemian wahających się co do poparcia konkretnej partii politycznej. W Gazecie Narodowej pisano, że: Zjazd w Dzikowie świadczy o tem, że nasze zachowawcze czynniki zaczynają się ruszać i zastanawiać nad tem, co robić mają i jak robić mają. W Woli Ludu związanej z PSL-Piast wyrażono opinię, że magnateria polska organizuje się do czynnej walki z ludem i demokracją. Podobnie pisano w Głosie Robotnika. W Życiu Robotniczym napisano, że najważniejszym celem spotkania były przyszłe wybory parlamentarne. Stanisław Mackiewicz w Słowie bagatelizował znaczenie zjazdu, porównując go do porozumienia nieświeskiego.

## Znaczenie
Zjazd przyczynił się do konsolidacji polskich konserwatystów i ich zbliżenia do rządu sanacyjnego. Ustalono na nim wspólne stanowisko konserwatystów wobec Narodowej Demokracji, wykluczając współpracę z nią oraz postanowiono poprzeć rząd w wyborach w 1928 roku. Zjazd przyczynił się do dalszej politycznej współpracy pomiędzy konserwatystami, a rządem i ostatecznego wejścia konserwatystów do Bezpartyjnego Bloku Współpracy z Rządem.

## Uczestnicy
Na podstawie materiału źródłowego:

- Wojciech Rostworowski
- Zdzisław Lubomirski
- Jan Bobrzyński
- Zygmunt Leszczyński
- Józef Targowski
- Adam Piasecki
- M. Rudziński
- Tadeusz Szułdrzyński
- Jan Lipski
- Adam Żółtowski
- Zygmunt Czarnecki
- Antoni Chanowicz
- Eustachy Sapieha
- Janusz Franciszek Radziwiłł
- Stanisław Czacki
- Aleksander Dworski
- Roger Raczyński
- Artur Potocki
- Jan Goetz-Okocimski
- Józef Kaden
- Stanisław Estreicher
- Antoni Beaupre
- Konstanty Grzybowski
- Robert Geyer
- Wojciech Gołuchowski
- Stanisław Badeni
- Karol Bołoz-Antoniewicz
- Stanisław Komrowski
- Juliusz Tarnowski,
- Seweryn Dolański
- Józef Wielowieyski
- Alfred Ohanowicz
- Artur Tarnowski
- Aleksander Morawski
- Walery Sławek
- Adam Remigiusz Grocholski